# Nightmareland
Nightmareland je EP a vůbec první nahrávka skupiny The Unguided vydaná v roce 2010.

## Seznam skladeb
1. Green Eyed Demon - 4:24
2. Pathfinder - 4:44

## Lineup
- Richard Sjunnesson - Screaming
- Roland Johansson - Zpěv, elektrická kytara
- Roger Sjunnesson - Elektrická kytara, klávesy, bicí
- Jonas Kjellgren – Baskytara